# Matteo Maria Boiardo
Matteo Maria Boiardo, né au château de Scandiano dans la province de Reggio d'Émilie en Émilie-Romagne en 1440 ou en 1441 et mort le 20 décembre 1494 à Reggio d'Émilie, est un poète et homme politique italien qui fut au service des ducs de Ferrare. 

## Biographie
Matteo Maria Boiardo descend d'une famille noble attachée à la dynastie des Este qui était à la tête du duché de Ferrare. Cette ville était alors un important centre culturel dominé par l'homme de lettres Guarino Guarini. Là, Boiardo mène de studieuses études humanistes, mais qui seront de courte durée car il se retrouve très jeune à la tête de la famille et doit rejoindre Scandiano pour administrer ses biens. Il n'en sortira plus que rarement pour accomplir les missions que lui confient les Este qui l'ont placé à la tête du gouvernement de Reggio d'Émilie. 

## Œuvres

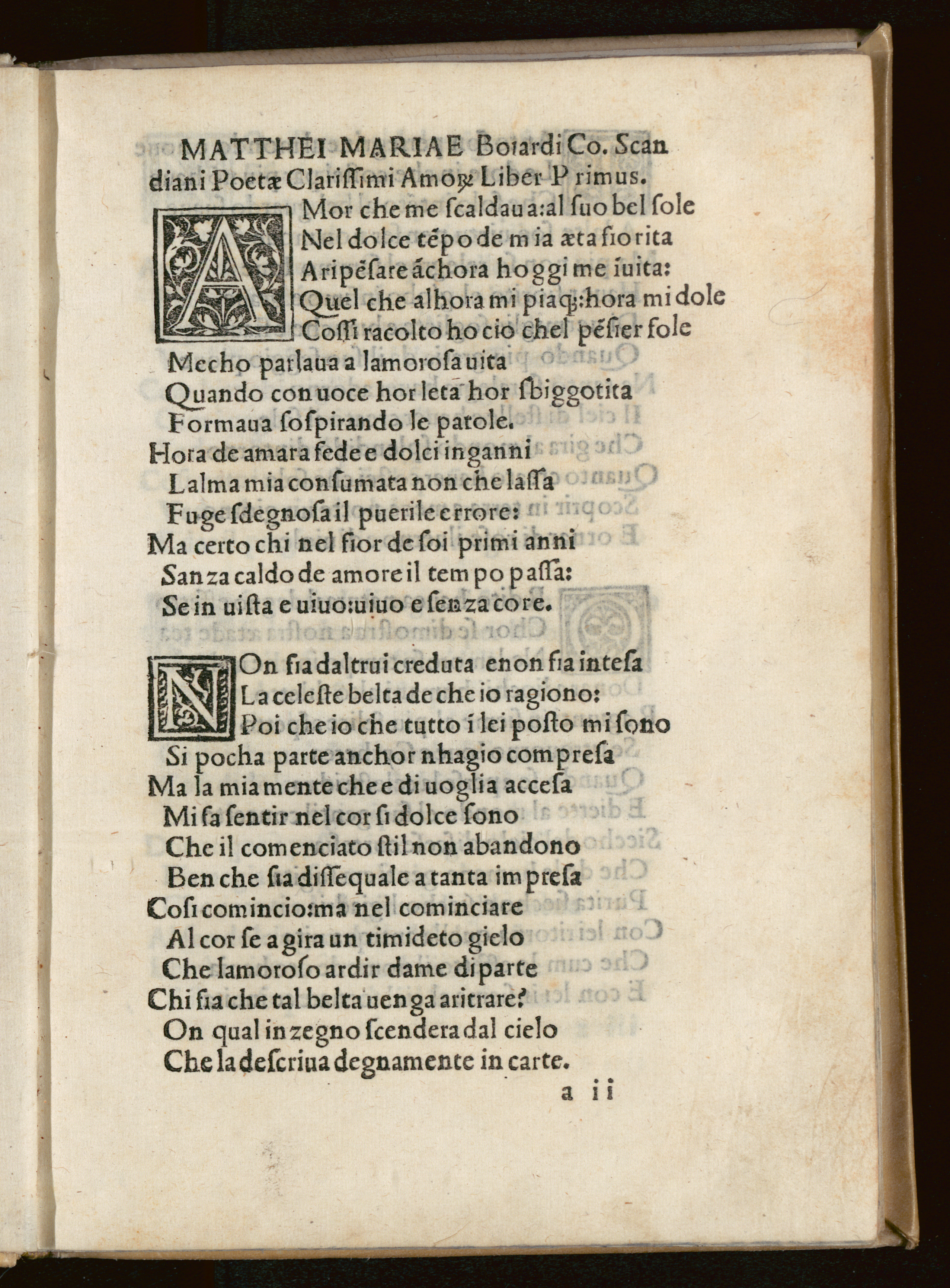
Amorum libri, 1499

Il compose ses premiers textes en latin : des Chants à la louange de la famille d'Este et des églogues allégoriques (les Pastoralia). Il traduit des oeuvres littéraires d'écrivains grecs comme Lucien de Samosate et latins comme Apulée et notamment leurs versions respectives de l'Ane d'or. Il compose même une comédie : le Timone à partir d'un dialogue de Lucien. Son Canzoniere, composé en italien mais publié sous le titre latin Amorum libri III, révèle une nette influence pétrarquiste. Il écrivit en outre des Sonetti e Canzoni.
Cependant l'œuvre majeure de Matteo Maria Boiardo est sans conteste le poème chevaleresque intitulé Orlando Innamorato (en français : "Roland amoureux") composé en l'honneur du duc Hercule II d'Este. Les deux premières parties publiées en 1483 rencontrent un franc succès auprès du public ferrarais. L'entrée de l'armée de Charles VIII en Italie en 1494 met le pays en état de guerre et interrompt la composition de la troisième partie du poème. 

### Orlando innamorato,Roland amoureux

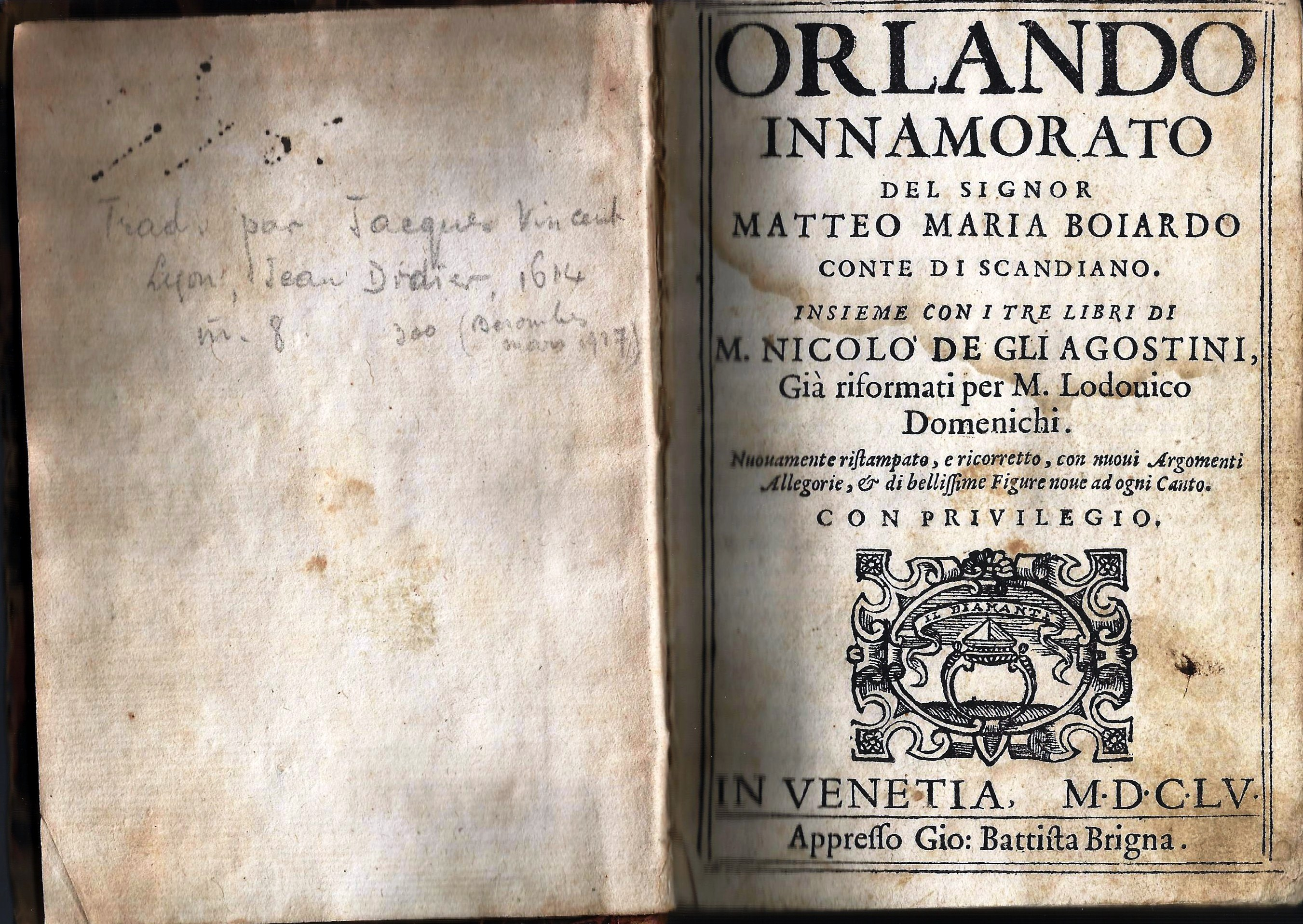
Orlando innamorato - édition 1655

Cette épopée romanesque est tirée de la chronique dite du pseudo-Turpin, et où l'on voit figurer Agramant, Astolphe, Gradasse, Rodomont, qui sont devenus des types immortels. Comme Luigi Pulci, Boiardo s'inspire du cycle de Charlemagne mais son poème apporte une nouveauté fondamentale puisqu'il y mêle aussi des éléments du cycle des chevaliers de la Table Ronde. Ainsi, les prouesses guerrières, héritage épique de la matière française, acquièrent la dimension romanesque et merveilleuse propre à la matière bretonne. D'autre part, comme le titre l'annonce clairement, dans cette nouvelle épopée l'amour prend une dimension toute particulière. Loin de l'amour incarné comme un idéal moral par les compagnons du roi Arthur, l'amour dont fait preuve Roland est bien réel  et le rapproche de la condition des hommes ordinaires.  
Les thèmes de l'épopée s'entremêlent, parfois même à l'intérieur d'un même chapitre. On peut cependant en dégager trois principaux : la guerre entre les chrétiens et les sarrasins, la figure d'Angélique et ses soupirants et l'amour entre le sarrasin Rugiero et la chrétienne Brandiamante. 

#### Premier thème: la guerre
Roland amoureux est un roman de chevalerie, la guerre y est donc très présente. Charlemagne doit se défendre contre les attaques répétées et variées des sarrasins hérétiques : d'abord Gradasse envahit l'Espagne et menace Marsile, l'alliée de Charlemagne : ce sera le long siège de Barcelone. Puis, après une accalmie, Agricant vient de Bizerte d'abord en Italie, puis en France pour y semer la désolation. Il y a aussi une longue bataille devant la ville d'Albraque où vit Angélique, en Chine. Il y a donc de nombreuses batailles, avec en arrière-plan des milliers de morts, têtes coupées et bras arrachés.

#### Deuxième thème: l'honneur
Beaucoup de batailles pour illustrer ce thème car les héros présentent un tempérament excessif et le moindre retard dans les préséances est motif à combat singulier. Parfois même, les combats se déclenchent sans motifs, simplement pour tester la valeur du chevalier rencontré par hasard. Si ce dernier se révèle un bon compagnon d'armes on se lie d'amitié avec lui, amitié qui peut être éternelle. Les chevaliers ne font pas toujours montre d'une grande perspicacité : dès qu'un obstacle se rencontre ils agissent sans retenue et à la hâte. Cependant, on voit souvent apparaître une figure féminine qui tempère leurs ardeurs et leur apporte une approche plus réfléchie.  

#### Troisième thème: l'amour
Le récit commence par l'arrivée à la cour de Charlemagne d'Argail et de sa sœur Angélique qui est d'une telle beauté que tous les chevaliers en sont épris. Roland est un des plus atteints par les feux de l'amour et il se soumet entièrement aux volontés d'Angélique qui de son côté ne voit que le chevalier Renaud en raison du fait qu'elle a bu à la fontaine d'amour alors même que Renaud a bu à celle du désamour. D'où les cavalcades et les combats en tout genre qui s'ensuivent.

#### Quatrième thème: les «aventures»
Il faut entendre par « aventures » toutes les occasions où un chevalier peut montrer sa valeur en secourant une jeune fille éplorée ou un vieillard en détresse. Toujours beaucoup de combat dans ce thème, mais contre des ennemis d'un nouveau genre : des géants armés de massue, des dragons cracheurs de feu et même des fées assoiffées de sang. Et l'imagination de Boiardo dans ce domaine est remarquable. Un exemple : 
"Le chevalier Brandimart et sa compagne cheminent dans la campagne quand ils voient un château magnifique, ils entrent pour l'admirer. Mais la grille d'accès se ferme, un géant farouche apparaît et attaque Brandimart avec, comme arme, un dragon qu'il tient à la main. Brandimart le tue mais le géant renaît en dragon alors que le dragon renaît en géant. Brandimart tue alors le dragon et met fin à cet enchantement. Mais quand il veut sortir du château avec sa compagne, la porte a disparu. Ils entrent donc dans le château et ils sont attaqués par un autre géant invincible. Heureusement une dame inconnue est là  et donne le mode d'emploi du sortilège : il faut sortir ce géant du salon où il est invincible et le tuer dans la cour, puis soulever la lourde dalle de pierre sise dans le salon et donner un baiser à la chose qui en sortira. Brandimart s'exécute, avec une répugnance toutefois pour le baiser à l'horrible dragon qui dormait sous la pierre. Mais il n'a pas vraiment le choix et il obtempère.
Tout finit bien car le dragon sous la pierre se mue en une très belle fée enfermée là par un méchant sorcier. Brandimart et sa compagne repartent alors et ramènent à son père la dame qui leur a donné tant de bons renseignements. En chemin la dame raconte sa triste histoire de fille mariée contre sa volonté, que son mari séquestrait dans ce château enchanté. A peine a-t-elle terminé son récit que vingt à trente brigands surgissent et...."
C'est aujourd'hui une des parties les plus intéressante du récit par la variété des aventures vécues : ponts gardés par des géants, châteaux enchantés, jardins féeriques dont on ne peut sortir, sphinx, monstres nourris de la chair des prisonniers, taureaux furieux, fée amoureuse d'humains, barque magique qui emmène Renaud en Chine, centaures, anthrophages....

Ce poème laissé inachevé par l'auteur a été complété par Nicolo degli Agostini et Lodovico Domenichi puis refondu par Francesco Berni (1541) qui le 'traduisit' en toscan. L'Arioste lui donna une suite quelques années plus tard, Roland Furieux, suite si célèbre en son temps qu'elle a éclipsé le Roland Amoureux de Boiardo. L' Orlando innamorato a été traduit plusieurs fois en français. La traduction la plus répandue est celle de Alain-René Lesage (1717). À vrai dire il s'agit plus d'une adaptation que d'une traduction car Lesage a modifié certains personnages et transformé le style parfois rude de Boiardo en un récit galant digne des précieuses. C'est la seule version actuellement disponible.